# Islandiella
Islandiella es un género de foraminífero bentónico de la subfamilia Cassidulininae, de la familia Cassidulinidae, de la superfamilia Cassidulinoidea, del suborden Buliminina y del orden Buliminida. Su especie tipo es Cassidulina islandica. Su rango cronoestratigráfico abarca desde el Paleoceno hasta la Actualidad.

## Discusión
Clasificaciones previas incluían Islandiella en el suborden Rotaliina del orden Rotaliida.

## Clasificación
Islandiella incluye a las siguientes especies:
- Islandiella algida
- Islandiella californica
- Islandiella carinata
- Islandiella helenae
- Islandiella ionica
- Islandiella islandica
- Islandiella japonica
- Islandiella kazusaensis
- Islandiella limbata
- Islandiella norcrossi
- Islandiella quadrata
- Islandiella radiata
- Islandiella setanaensis
- Islandiella subdelicata
- Islandiella sublimbata
- Islandiella vejlensis
- Islandiella wakasaensis
- Islandiella yabei

Otras especies consideradas en Islandiella son:
- Islandiella australis, aceptado como Fischerinella australis
- Islandiella subglobosa, aceptado como Fischerinella subglobosa
- Islandiella teretis, aceptado como Fischerinella teretis